# Acalypha monostachya
Acalypha monostachya är en törelväxtart som beskrevs av Antonio José Cavanilles. Acalypha monostachya ingår i släktet akalyfor, och familjen törelväxter. Inga underarter finns listade i Catalogue of Life.